# Dominick Drexler
Dominick Drexler, né le 26 mai 1990 à Bonn en Allemagne de l'Ouest, est un footballeur allemand qui joue au poste de milieu offensif.

## Biographie

### Débuts professionnels
Après être passé par différents clubs comme le Bonner SC et l'Alemannia Aachen, Dominick Drexler rejoint le Bayer Leverkusen où il est formé, mais il ne réalise aucune apparition avec le groupe professionnel. Il rejoint en 2010 le Rot-Weiss Erfurt, qui évolue en troisième division allemande. Il passe trois saisons sous les couleurs du Rot-Weiss Erfurt, où il joue 82 matchs et inscrit 16 buts, avant de rejoindre Greuther Fürth, club de deuxième division allemande. Cependant, il ne joue pas beaucoup avec ce club, et doit se relancer à l'échelon inférieur, au VfR Aalen, où il joue pendant deux saisons.

### Holstein Kiel
En juillet 2016, il rejoint librement le Holstein Kiel, toujours en troisième division. Il joue son premier match le 30 juillet 2016, en championnat face au FSV Francfort (1-1). Il inscrit son premier but le 11 septembre de la même année, lors d'une victoire de son équipe par trois buts à un face au SC Paderborn, rencontre où il délivre également une passe décisive. Il réalise une saison pleine lors de cet exercice 2016-2017, où il inscrit sept buts et délivre 14 passes décisives, contribuant à la deuxième place au classement final de Holstein Klein, qui se voit ainsi promu au niveau supérieur.
Drexler retrouve donc la deuxième division allemande pour la saison 2017-2018. Il se fait remarquer cette saison-là, en inscrivant 12 buts et en délivrant 11 passes décisives en 31 rencontres de championnat.

### FC Cologne
Au début du mois de juillet 2018, Drexler signe au FC Midtjylland, pour un transfert de 2,5 millions d'euros. Cependant, il ne joue aucun match avec le club danois, et se voit racheté par le FC Cologne dès le 20 juillet de la même année, pour un montant de 4,5 millions d'euros. Cologne vient de Bundesliga où il a été relégué en terminant dernier du championnat. Drexler évolue donc en deuxième division avec son nouveau club pour la saison 2018-2019. Il inscrit sept buts cette saison-là et délivre 17 passes décisives, ce qui fait de lui le meilleur passeur du championnat. Le FC Cologne terminant premier cette saison-là, il est sacré champion de deuxième division allemande et accède donc à l'élite du football allemand pour la saison suivante.
À 29 ans Dominick Drexler découvre enfin la Bundesliga, il joue son premier match le 17 août 2019, lors de la première journée de la saison 2019-2020 face au VfL Wolfsburg, où son équipe s'incline par deux buts à un. Lors de la journée suivante, le 23 août contre le Borussia Dortmund, il inscrit son premier but dans l'élite, en ouvrant le score de la tête à la suite d'un corner. Mais son équipe s'incline finalement ce jour-là (1-3).

### FC Schalke 04
Le 21 juillet 2021, Dominick Drexler s'engage en faveur du FC Schalke 04. Il signe un contrat de deux ans.

## Statistiques
| Saison                | Club                  | Championnat           | Championnat | Championnat | Championnat | Coupe(s) nationale(s) | Coupe(s) nationale(s) | Coupe(s) nationale(s) | Total | Total | Total |
| Saison                | Club                  | Division              | M.          | B.          | P.d.        | M.                    | B.                    | P.d.                  | M.    | B.    | P.d.  |
| 2009-2010             | Bayer Leverkusen II   | Regionalliga          | 25          | 4           | 6           | -                     | -                     | -                     | 25    | 4     | 6     |
| Sous-total            | Sous-total            | Sous-total            | 25          | 4           | 6           | -                     | -                     | -                     | 25    | 4     | 6     |
| 2010-2011             | RW Erfurt             | 3. Liga               | 19          | 4           | 3           | -                     | -                     | -                     | 19    | 4     | 3     |
| 2011-2012             | RW Erfurt             | 3. Liga               | 34          | 8           | 5           | -                     | -                     | -                     | 34    | 8     | 5     |
| 2012-2013             | RW Erfurt             | 3. Liga               | 28          | 4           | 8           | 2                     | 0                     | 0                     | 30    | 4     | 8     |
| Sous-total            | Sous-total            | Sous-total            | 81          | 16          | 16          | 2                     | 0                     | 0                     | 83    | 16    | 16    |
| 2013-2014             | Greuther Fürth        | 2. Bundesliga         | 9           | 1           | 0           | 2                     | 0                     | 0                     | 11    | 1     | 0     |
| Sous-total            | Sous-total            | Sous-total            | 9           | 1           | 0           | 2                     | 0                     | 0                     | 11    | 1     | 0     |
| 2014-2015             | VfR Aalen             | 2. Bundesliga         | 24          | 1           | 3           | 2                     | 0                     | 1                     | 26    | 1     | 4     |
| 2015-2016             | VfR Aalen             | 3. Liga               | 31          | 9           | 7           | 1                     | 0                     | 0                     | 32    | 9     | 7     |
| Sous-total            | Sous-total            | Sous-total            | 55          | 10          | 10          | 3                     | 0                     | 1                     | 58    | 10    | 11    |
| 2016-2017             | Holstein Kiel         | 3. Liga               | 35          | 7           | 14          | 2                     | 0                     | 0                     | 37    | 7     | 14    |
| 2017-2018             | Holstein Kiel         | 2. Bundesliga         | 31+1        | 12+0        | 11+1        | 2                     | 2                     | 0                     | 34    | 14    | 12    |
| Sous-total            | Sous-total            | Sous-total            | 67          | 19          | 26          | 4                     | 2                     | 0                     | 71    | 21    | 26    |
| 2018-2019             | FC Cologne            | 2. Bundesliga         | 33          | 9           | 18          | 2                     | 2                     | 3                     | 35    | 11    | 21    |
| 2019-2020             | FC Cologne            | Bundesliga            | 27          | 3           | 4           | 2                     | 0                     | 0                     | 29    | 3     | 4     |
| 2020-2021             | FC Cologne            | Bundesliga            | 27+2        | 2+0         | 2+0         | 2                     | 1                     | 0                     | 31    | 3     | 2     |
| Sous-total            | Sous-total            | Sous-total            | 89          | 14          | 24          | 6                     | 3                     | 3                     | 95    | 17    | 27    |
| 2021-2022             | Schalke 04            | 2. Bundesliga         | 23          | 3           | 3           | 1                     | 0                     | 2                     | 24    | 3     | 5     |
| 2022-2023             | Schalke 04            | Bundesliga            | 26          | 4           | 3           | 2                     | 3                     | 0                     | 28    | 7     | 3     |
| 2023-2024             | Schalke 04            | Bundesliga            | 10          | 1           | 0           | 1                     | 0                     | 0                     | 11    | 1     | 0     |
| Sous-total            | Sous-total            | Sous-total            | 59          | 8           | 6           | 4                     | 3                     | 2                     | 63    | 11    | 8     |
| Total sur la carrière | Total sur la carrière | Total sur la carrière | 385         | 72          | 88          | 22                    | 8                     | 6                     | 407   | 80    | 94    |

## Palmarès
| FC Cologne (1)                                     | Schalke 04 (1)                                    |
| -------------------------------------------------- | ------------------------------------------------- |
| - Champion d'Allemagne de D2 (1) - Champion : 2019 | - Championnat d'Allemagne de D2 - Champion : 2022 |

### Récompenses individuelles
- Meilleur passeur du championnat d'Allemagne de deuxième division 2018-2019 avec 18 passes décisives.